# Nosodendron indicum
Nosodendron indicum är en skalbaggsart som beskrevs av Maurice Pic 1923. Nosodendron indicum ingår i släktet Nosodendron och familjen almsavbaggar. Inga underarter finns listade i Catalogue of Life.